# San Juan Jabloteh
San Juan Jabloteh is een voetbalclub uit San Juan in Trinidad en Tobago.
De club werd in 1974 opgericht en speelt in het Hasely Crawford Stadion dat plaats biedt aan 27.000 toeschouwers. De club kwam voort uit een jongerenorganisatie in San Juan. De club won viermaal de TT Pro League en eenmaal het CFU Club Championship. De club was in 1999 een van de stichtende leden van de TT Pro League. In juli 2012 hield de club vanwege financiële problemen op te bestaan nadat eerder het eerste team teruggetrokken was uit de Pro League. Een seizoen later maakte de club haar rentree in de TT Pro League.

## Erelijst
- TT Pro League
  - Winnaar (4) : 2002,2003,2007,2008

- Beker van Trinidad en Tobago
  - Winnaar (4) : 1998, 2005

- League Cup
  - Winnaar (2) : 2000, 2003

- TOYOTA Classic
  - Winnaar (1) : 2008

- CFU Club Championship
  - Winnaar (1) : 2003
  - Finalist (1) : 2006